# 雷阿尔卑
雷阿尔卑（德語：Realp）是瑞士烏里州的一个市镇。该市镇总面积为77.88平方千米，截至2018年12月31日总人口为153人。當地於1363年首次被外界提及。